# Roger Lacarrière
Henri Roger Lacarrière (ur. 22 listopada 1898 w Paryżu, zm. 8 sierpnia 1970 tamże) – francuski żeglarz, olimpijczyk.
Na regatach rozegranych podczas Letnich Igrzysk Olimpijskich 1948 wystąpił w klasie 6 metrów zajmując 11. pozycję. Załogę jachtu LaBandera tworzyli również Claude Desouches, François Laverne, Jean Castel i Albert Cadot.